# Памятники Нилу Филатову
Па́мятники Ни́лу Фила́тову — московские памятники врачу, основателю русской педиатрической школы Нилу Филатову.

## Сквер Девичьего поля
Памятник Нилу Филатову установлен в 1960 году в сквере Девичьего поля. Авторы монумента — скульптор Владимир Цигаль, архитекторы Гаврилов Г. И., Кутырев Е. И.. Памятник имеет статус объекта культурного наследия федерального значения.
Профессор Московского университета Нил Фёдорович Филатов (1847—1902) известен как основатель русской педиатрической школы. Поэтому было решено установить ему памятник в сквере Девичьего поля, неподалёку от Института акушерства и гинекологии. Торжественное открытие памятника состоялось 26 мая 1960 года.
На постаменте из чётного гранита высотой 2,5 м установлена бронзовая скульптура высотой 3,5 м. Филатов изображён за работой, со всеми атрибутами своей профессии. Он стоит в полный рост, а слева, прижавшись к его руке, сидит обнажённый маленький мальчик. Доктор словно только что окончил осмотр больного ребёнка и глубоко задумался. Его лицо серьёзное, спокойное и немного скорбное. Взгляд направлен в сторону ребёнка, но, кажется, мимо него.
Место установки памятника делает невозможным его осмотр с дальнего расстояния. Из-за окружающих деревьев зритель всегда находится достаточно близко, как правило, с фронтальной части. Эта особенность была учтена скульптором. Он постарался решить задачу наилучшего восприятия головы и лица Филатова.
Общий гуманизм этого памятника отражает и нанесённая на постамент надпись: «Другу детей Нилу Федоровичу Филатову. 1847—1902».

## Садово-Кудринская улица
55°45′52″ с. ш. 37°35′15″ в. д.
 Объект культурного наследия народов РФ федерального значения. Рег. № 771410671090006 (ЕГРОКН). Объект № 7710728000 (БД Викигида)
Памятник установлен в декабре 1960 года во дворе Детской клинической больницы № 13, носящей имя учёного-педиатра. Авторами проекта являются скульптор Дмитрий Шварц и архитектор Ю. Я. Сосенко. В 1974-м монумент взят под государственную охрану.
Погрудный бюст изготовлен из двух монолитных блоков тёмного шлифованного гранита и размещён на высоком постаменте с золотой надписью: «Н. Ф. Филатов. 1847—1902».